# Грозинцы
Гро́зинцы (укр. Грозинці) — село в Топоровской сельской общине Черновицкого района Черновицкой области Украины.
До 2020 года входило в Хотинский район
Население по переписи 2001 года составляло 2113 человека. Почтовый индекс — 60020. Телефонный код — 3731. Код КОАТУУ — 7325081201.